# Campionato britannico di scacchi

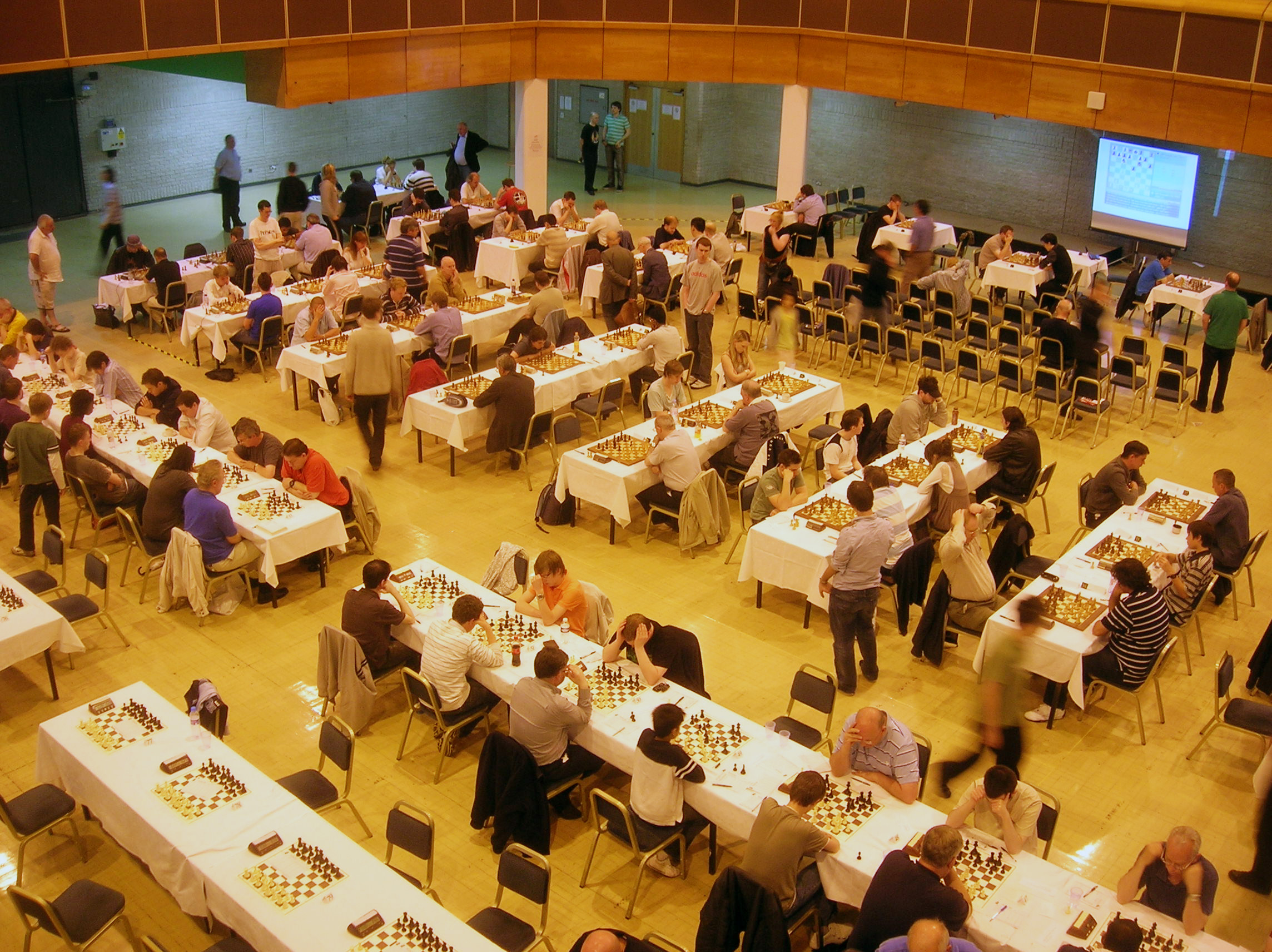
British Chess Championship, Torquay 2009

Il Campionato britannico di scacchi (British Chess Championship) si è svolto ufficialmente a partire dal 1904 in varie città del Regno Unito per determinare il campione nazionale di scacchi.
Attualmente non esiste una federazione unica che rappresenta tutto il Regno Unito. L'Inghilterra, la Scozia e il Galles mandano per esempio squadre separate alle olimpiadi degli scacchi e ad altre competizioni a squadre. L'Irlanda del Nord organizza un proprio campionato, denominato "Ulster Chess Championship". Il campionato britannico viene attualmente organizzato dalla English Chess Federation.
Nel 1866 la British Chess Association (BCA) organizzò il primo campionato britannico ufficiale, chiamato allora "BCA Challenge Cup". Questi tornei si svolsero solo fino al 1872. 
Dal 1862 al 1899 la British Chess Federation (BCF) e la British Chess Association  organizzarono saltuariamente dei Congressi, il cui vincitore veniva considerato a volte, sia pure non ufficialmente, il campione britannico. Erano ammessi giocatori di qualunque nazionalità. 
Dal 1904 al 2003 il campionato divenne ufficiale ed era aperto a giocatori appartenenti a tutti i paesi del Commonwealth Britannico. A partire dal 2004 è stato deciso che solo giocatori di nazionalità britannica avrebbero potuto prendere parte al campionato.

## BCA Challenge Cup 1866-1872

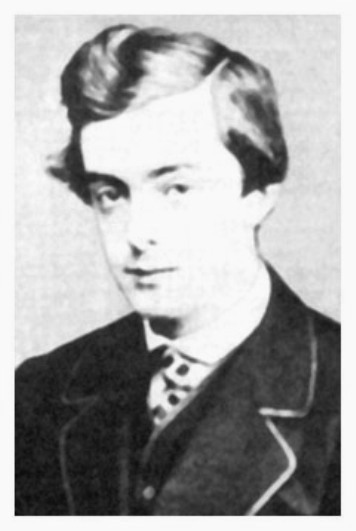
Cecil De Vere

| Anno | Città  | Vincitore               |
| ---- | ------ | ----------------------- |
| 1866 | Londra | Cecil De Vere           |
| 1869 | Londra | Joseph Henry Blackburne |
| 1870 | Londra | John Wisker             |
| 1872 | Londra | John Wisker             |

## Congressi 1862-1899

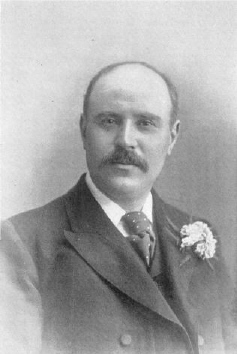
Isidor Gunsberg

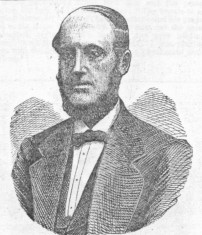
Henry Bird

| #                                           | Anno                                       | Città                                      | Vincitore                                  | Paese                                      |
| Organizzati dalla British Chess Federation  | Organizzati dalla British Chess Federation | Organizzati dalla British Chess Federation | Organizzati dalla British Chess Federation | Organizzati dalla British Chess Federation |
| ------------------------------------------- | ------------------------------------------ | ------------------------------------------ | ------------------------------------------ | ------------------------------------------ |
| 1                                           | 1862                                       | Londra                                     | Adolf Anderssen                            | Germania                                   |
| 2                                           | 1872                                       | Londra                                     | Wilhelm Steinitz                           | Austria-Ungheria                           |
| 3                                           | 1883                                       | Londra                                     | Johannes Zukertort                         | Germania                                   |
| Organizzati dalla British Chess Association |                                            |                                            |                                            |                                            |
| 1                                           | 1885                                       | Londra                                     | Isidor Gunsberg                            | Regno Unito                                |
| 2                                           | 1886                                       | Londra                                     | Joseph Blackburne                          | Regno Unito                                |
| 3                                           | 1887                                       | Londra                                     | Amos Burn Isidor Gunsberg                  | Regno Unito                                |
| 4                                           | 1888                                       | Bradford                                   | Isidor Gunsberg                            | Regno Unito                                |
| 5                                           | 1889                                       | Londra                                     | Henry Bird                                 | Regno Unito                                |
| 6                                           | 1890                                       | Manchester                                 | Siegbert Tarrasch                          | Germania                                   |
| 7                                           | 1892                                       | Londra                                     | Emanuel Lasker                             | Germania                                   |
| 8                                           | 1895                                       | Hastings                                   | Harry Nelson Pillsbury                     | Stati Uniti                                |
| 9                                           | 1899                                       | Londra                                     | Emanuel Lasker                             | Germania                                   |

## Campionati britannici dal 1904
- Nota: il campionato non è stato disputato dal 1915 al 1918 (per la I guerra mondiale) e dal 1940 al 1945 (per la II guerra mondoiale).

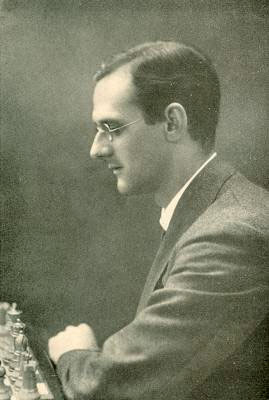
Frederick Yates

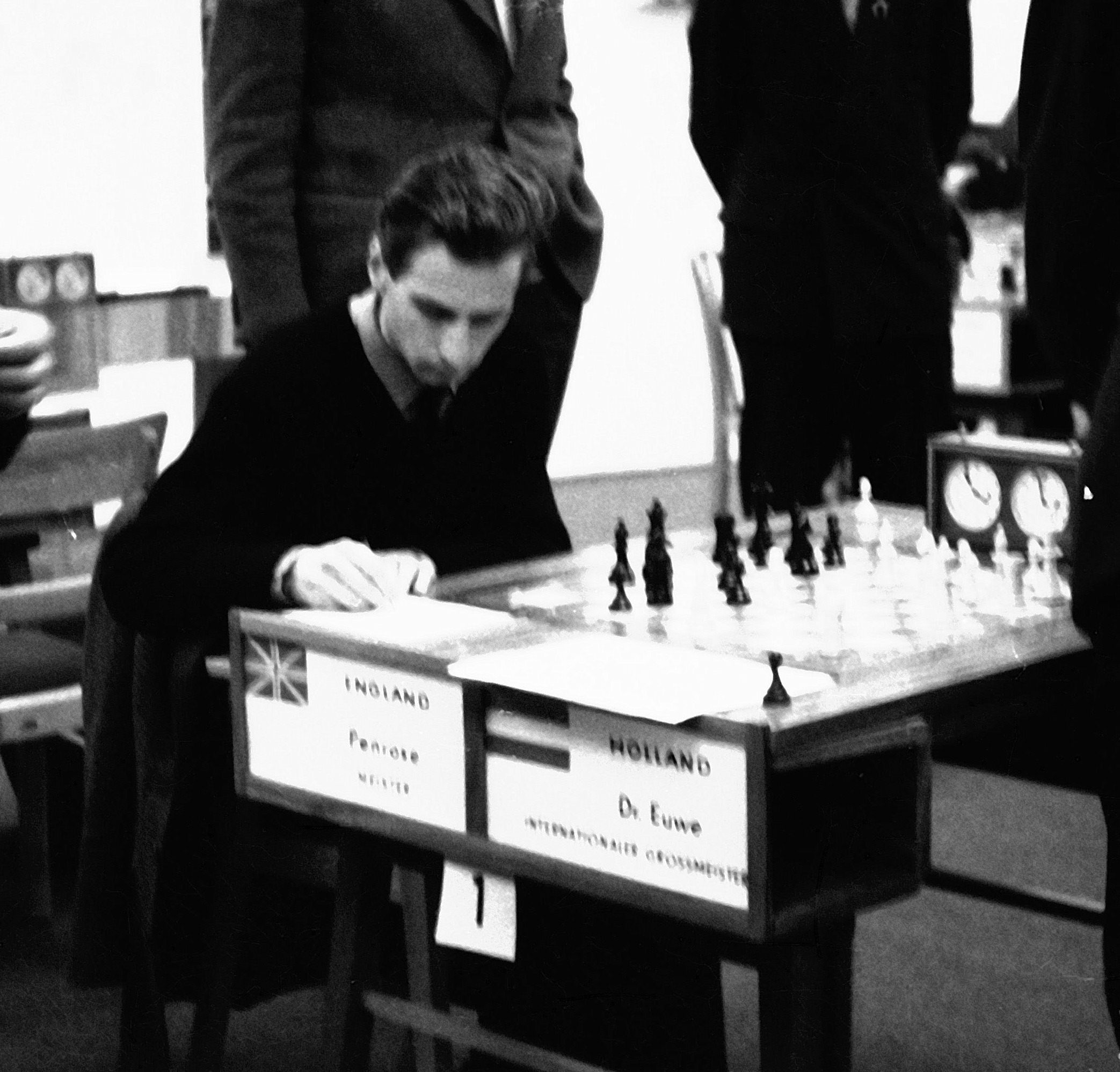
Jonathan Penrose

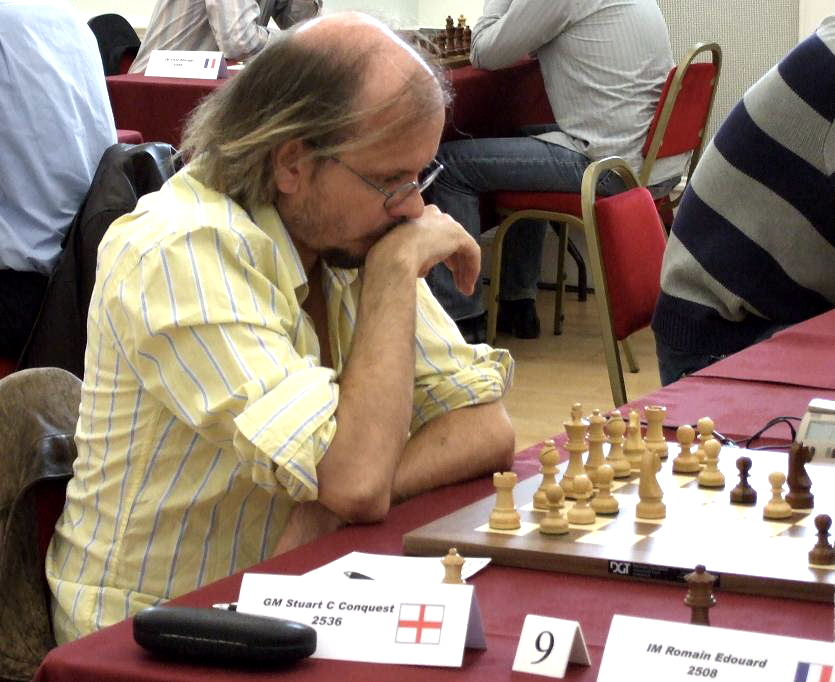
Stuart Conquest

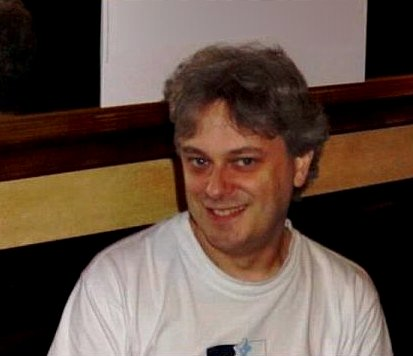
John Nunn

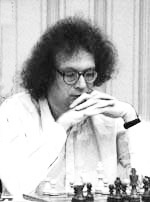
Jonathan Speelman

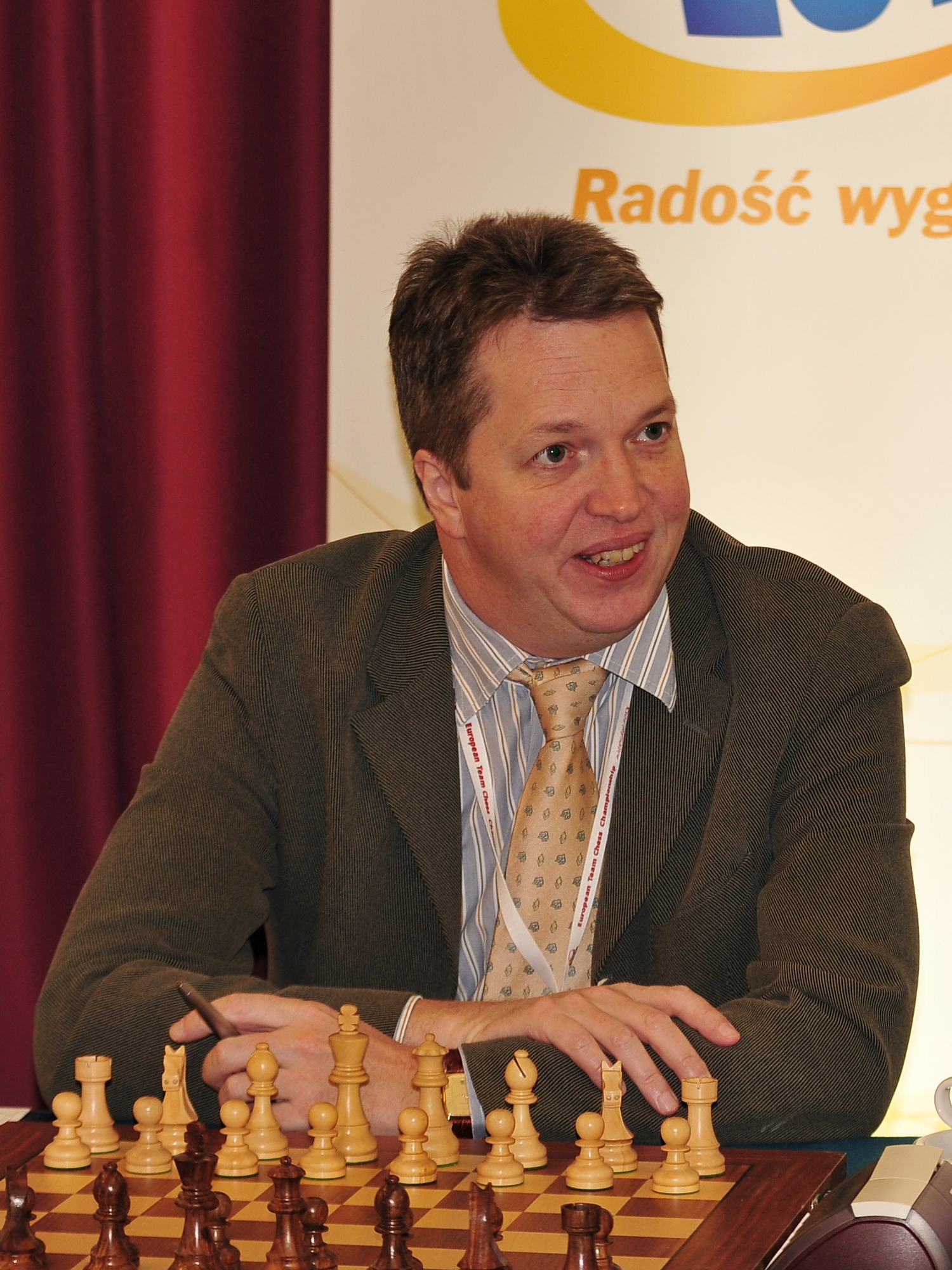
Nigel Short

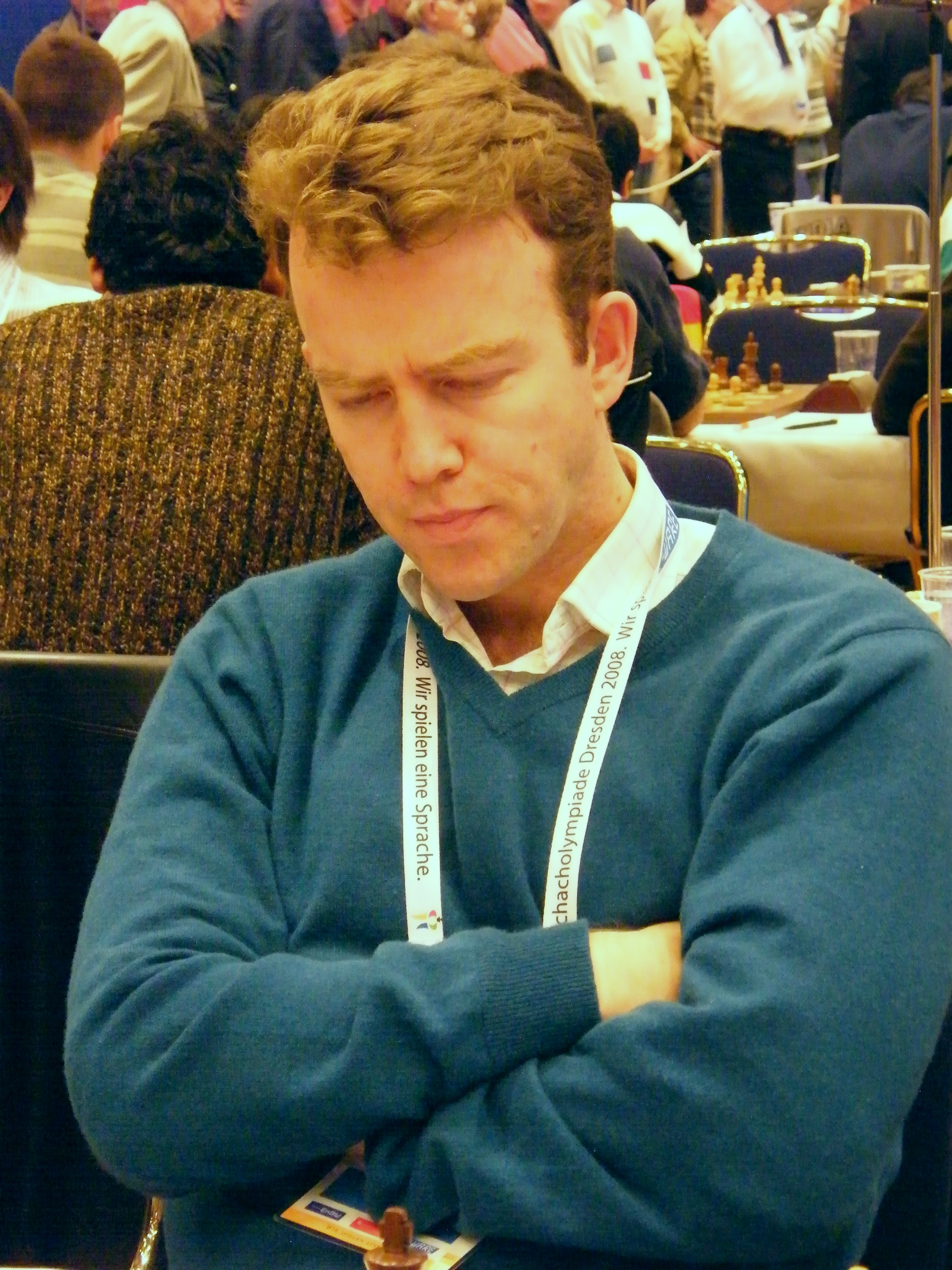
Jonathan Rowson

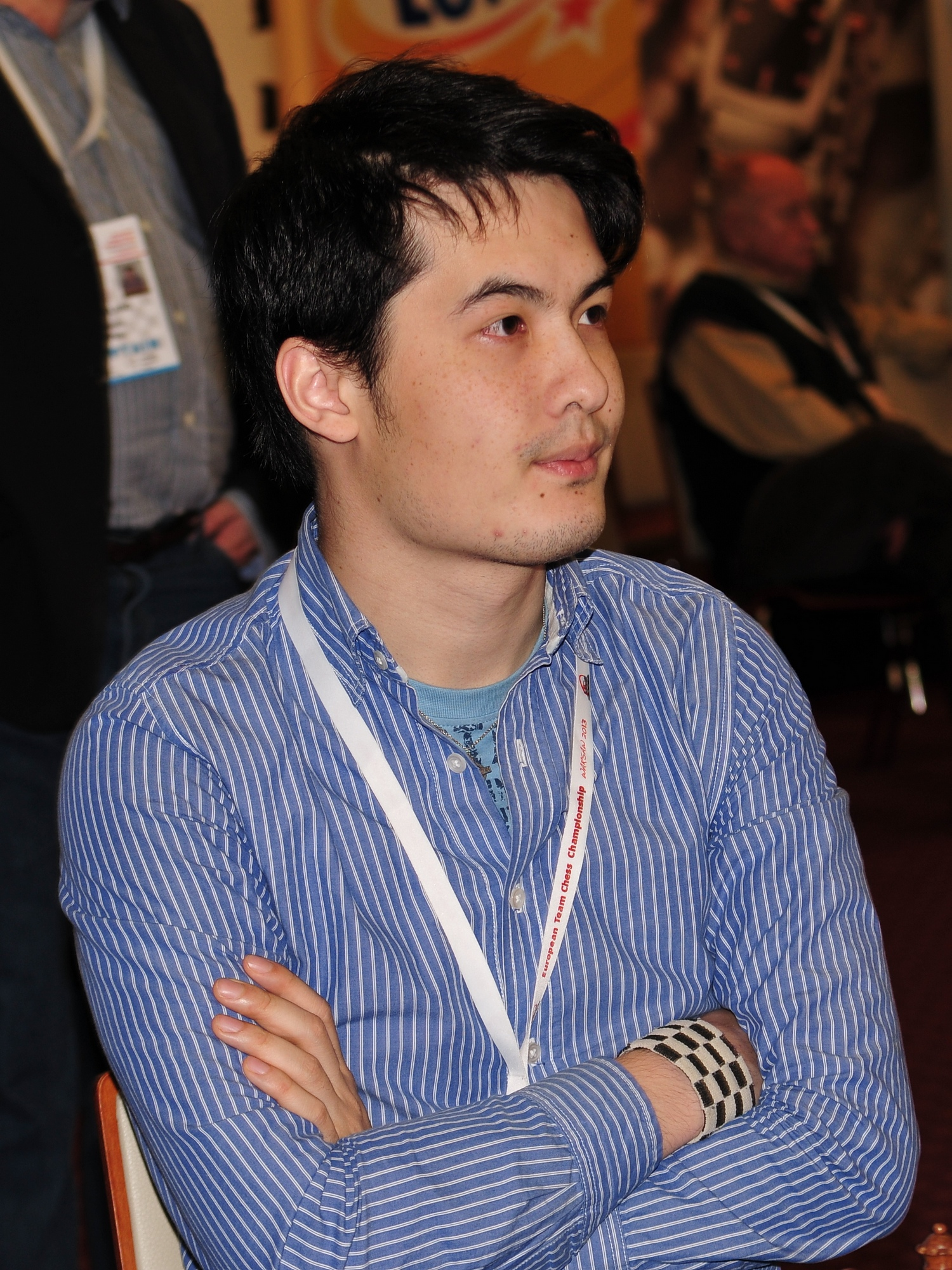
David Howell

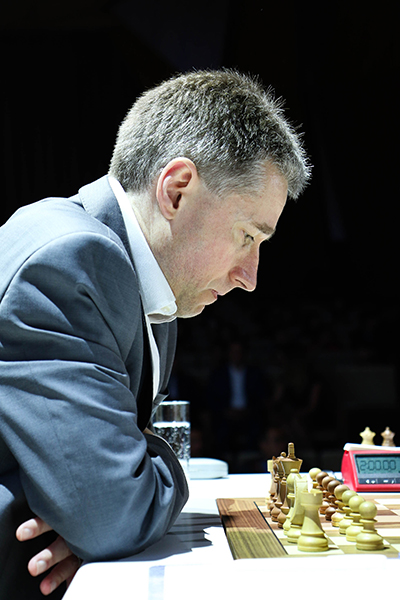
Michael Adams

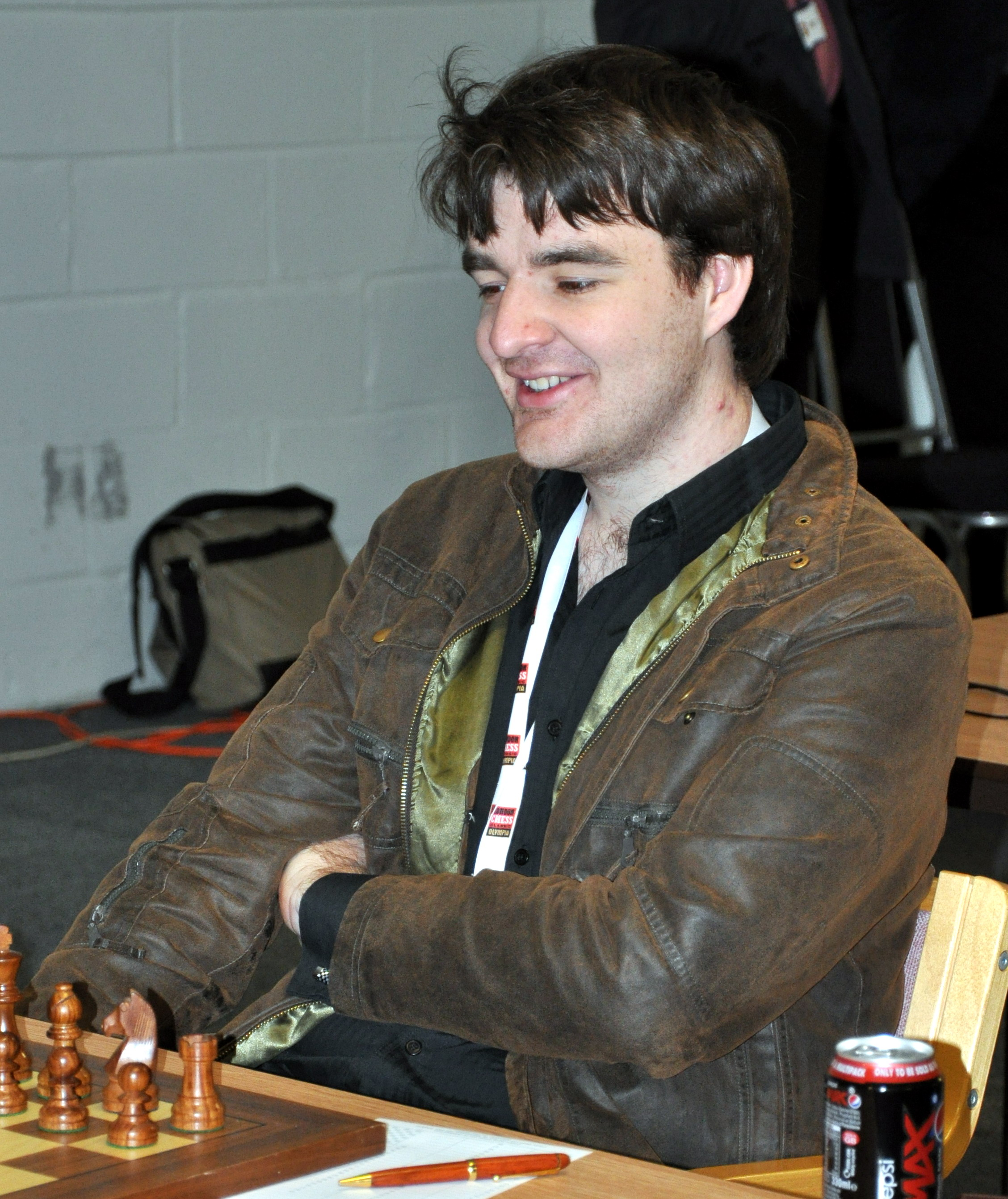
Gawain Jones

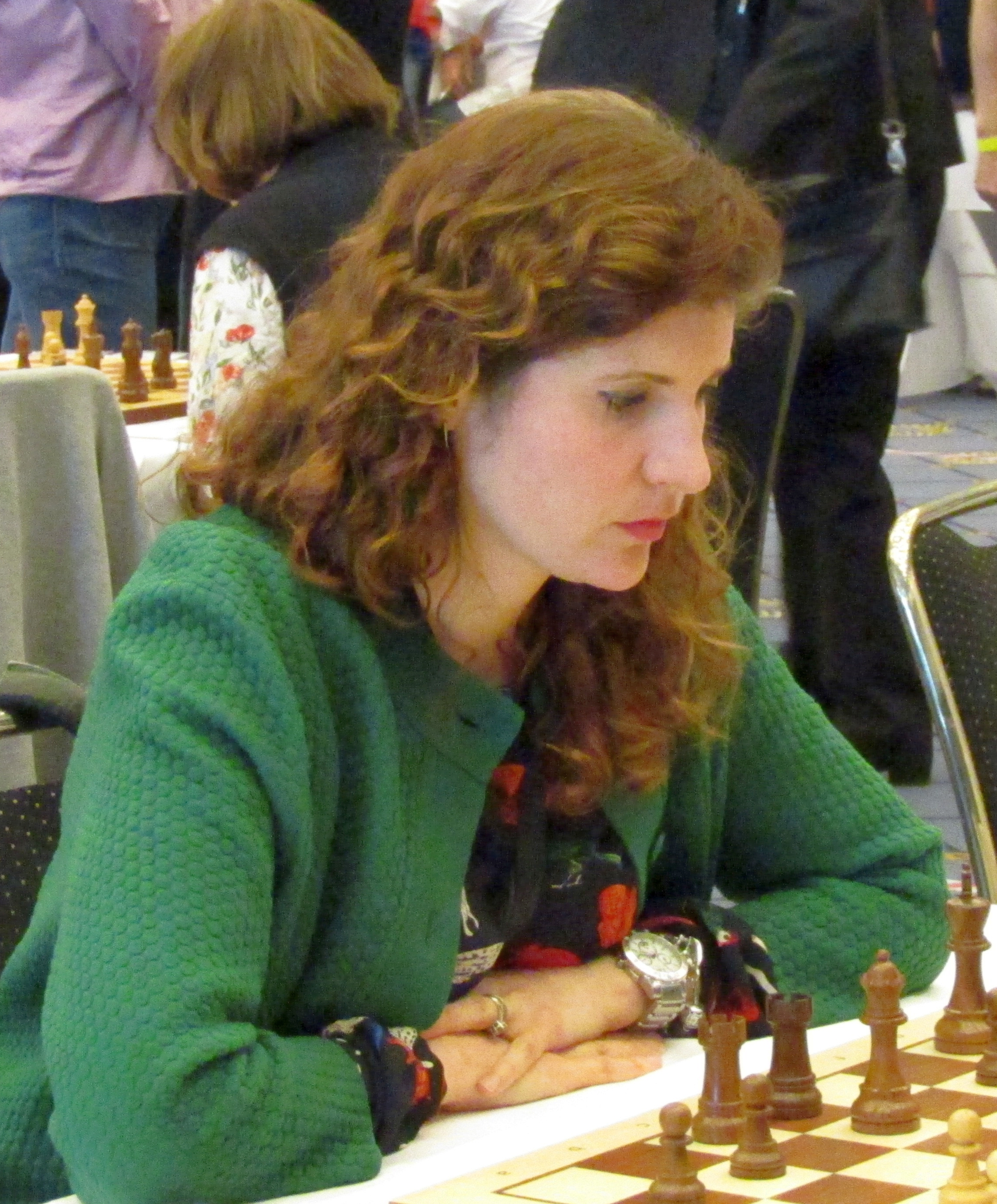
Jovanka Houska

| Anno | Città                  | Campionato maschile           | Campionato femminile                    |
| ---- | ---------------------- | ----------------------------- | --------------------------------------- |
| 1904 | Hastings               | William Ewart Napier          | Kate Belinda Finn                       |
| 1905 | Southport              | Henry Ernest Atkins           | Kate Belinda Finn                       |
| 1906 | Shrewsbury             | Henry Ernest Atkins           | Frances Herring                         |
| 1907 | Londra                 | Henry Ernest Atkins           | Frances Herring                         |
| 1908 | Tunbridge Wells        | Henry Ernest Atkins           | Grace Curling                           |
| 1909 | Scarborough            | Henry Ernest Atkins [1]       | Gertrude Alison Anderson                |
| 1910 | Oxford                 | Henry Ernest Atkins           | Mary Mills Houlding                     |
| 1911 | Glasgow                | Henry Ernest Atkins           | Mary Mills Houlding                     |
| 1912 | Richmond               | Richard Griffith              | Gertrude Alison Anderson                |
| 1913 | Cheltenham             | Frederick Yates               | Amabel Nevill Moseley                   |
| 1914 | Chester                | Frederick Yates               | Mary Mills Houlding                     |
| 1919 | Hastings               | - non disputato -             | Edith Holloway                          |
| 1920 | Edimburgo              | Roland Scott                  | Agnes Lawson Stevenson                  |
| 1921 | Malvern                | Frederick Yates               | Gertrude Alison Anderson                |
| 1922 | Londra                 | - non disputato -             | Edith Charlotte Price                   |
| 1923 | Southsea               | George Alan Thomas            | Edith Charlotte Price                   |
| 1924 | Southport              | Henry Ernest Atkins           | Edith Charlotte Price                   |
| 1925 | Stratford on Avon      | Henry Ernest Atkins           | Agnes Lawson Stevenson                  |
| 1926 | Edimburgo              | Frederick Yates               | Agnes Lawson Stevenson                  |
| 1927 | - non disputato -      | - non disputato -             | - non disputato -                       |
| 1928 | Tenby                  | Frederick Yates               | Edith Charlotte Price                   |
| 1929 | Ramsgate               | Mir Sultan Khan               | Mary Dinorah Gilchrist                  |
| 1930 | Scarborough            | - non disputato -             | Agnes Lawson Stevenson                  |
| 1931 | Worcester              | Frederick Yates               | Edith Michell Amy Eleanor Wheelwright   |
| 1932 | Londra                 | Mir Sultan Khan               | Edith Michell                           |
| 1933 | Hastings               | Mir Sultan Khan               | Miss Fatima                             |
| 1934 | Chester                | George Alan Thomas            | Mary Dinorah Gilchrist                  |
| 1935 | Yarmouth               | William Winter                | Edith Michell                           |
| 1936 | Bournemouth Nottingham | William Winter                | Edith Holloway                          |
| 1937 | Blackpool              | William Fairhurst             | Rowena Mary Bruce                       |
| 1938 | Brighton               | C.H.O'D Alexander             | M. Musgrave                             |
| 1939 | Bournemouth            | - non disputato -             | Elaine Saunders Pritchard               |
| 1946 | Nottingham             | Robert Forbes Combe           | Elaine Saunders Pritchard               |
| 1947 | Harrogate              | Harry Golombek                | Eileen Betsy Tranmer                    |
| 1948 | Londra                 | Reginald Broadbent            | Edith Charlotte Price                   |
| 1949 | Felixstowe             | Harry Golombek                | Eileen Betsy Tranmer                    |
| 1950 | Buxton                 | Reginald Broadbent            | Rowena Mary Bruce                       |
| 1951 | Swansea                | Ernest Klein                  | Rowena Mary Bruce                       |
| 1952 | Chester                | Robert G. Wade                | non disputato                           |
| 1953 | Hastings               | Abraham Yanofsky              | Eileen Betsy Tranmer                    |
| 1954 | Nottingham             | Leonard Barden Alan Phillips  | Rowena Mary Bruce                       |
| 1955 | Aberystwyth            | Harry Golombek                | Joan Doulton Rowena Mary Bruce          |
| 1956 | Blackpool              | C.H.O'D Alexander             | Elaine Pritchard                        |
| 1957 | Plymouth               | Stefan Fazekas                | Anne Sunnucks                           |
| 1958 | Leamington             | Jonathan Penrose              | Anne Sunnucks                           |
| 1959 | York                   | Jonathan Penrose              | Rowena Mary Bruce                       |
| 1960 | Leicester              | Jonathan Penrose              | Rowena Mary Bruce                       |
| 1961 | Aberystwyth            | Jonathan Penrose              | Eileen Betsy Tranmer                    |
| 1962 | Whitby                 | Jonathan Penrose              | Rowena Mary Bruce                       |
| 1963 | Bath                   | Jonathan Penrose              | Rowena Mary Bruce                       |
| 1964 | Whitby                 | Michael Haygarth              | Anne Sunnucks                           |
| 1965 | Hastings               | Peter Lee                     | Elaine Pritchard                        |
| 1966 | Sunderland             | Jonathan Penrose              | Margaret Eileen Clarke Gillian Moore    |
| 1967 | Oxford                 | Jonathan Penrose              | Rowena Mary Bruce Dinah Margaret Dobson |
| 1968 | Bristol                | Jonathan Penrose              | Dinah Margaret Dobson                   |
| 1969 | Rhyl                   | Jonathan Penrose              | Rowena Mary Bruce Dinah Margaret Dobson |
| 1970 | Coventry               | Robert G. Wade                | Jana Hartston                           |
| 1971 | Blackpool              | Raymond Keene                 | Jana Hartston                           |
| 1972 | Brighton               | Brian Eley                    | Jana Hartston                           |
| 1973 | Eastbourne             | William Hartston              | Jana Hartston                           |
| 1974 | Clacton-on-Sea         | George Botterill              | Jana Hartston                           |
| 1975 | Morecambe              | William Hartston              | Sheila Jackson                          |
| 1976 | Portsmouth             | Jonathan Mestel               | Jana Hartston                           |
| 1977 | Brighton               | George Botterill              | Jana Hartston                           |
| 1978 | Ayr                    | Jonathan Speelman             | Sheila Jackson                          |
| 1979 | Chester                | Robert Bellin                 | Jana Hartston                           |
| 1980 | Brighton               | John Nunn                     | Sheila Jackson                          |
| 1981 | Morecambe              | Paul Littlewood               | Sheila Jackson                          |
| 1982 | Torquay                | Tony Miles                    | Jane Garwell                            |
| 1983 | Southport              | Jonathan Mestel               | Rani Hamid Helen Scott Milligan         |
| 1984 | Brighton               | Nigel Short                   | Unni Khaldikar Vasanti                  |
| 1985 | Edimburgo              | Jonathan Speelman             | Rani Hamid                              |
| 1986 | Southampton            | Jonathan Speelman             | Susan Arkell                            |
| 1987 | Swansea                | Nigel Short                   | Cathy Forbes                            |
| 1988 | Blackpool              | Jonathan Mestel               | Cathy Forbes                            |
| 1989 | Plymouth               | Michael Adams                 | Rani Hamid                              |
| 1990 | Eastbourne             | James Plaskett                | Susan Arkell                            |
| 1991 | Eastbourne             | Julian Hodgson                | Susan Arkell                            |
| 1992 | Plymouth               | Julian Hodgson                | Susan Arkell                            |
| 1993 | Dundee                 | Michael Hennigan              | Saheli Dhar                             |
| 1994 | Norwich                | William Watson                | Cathy Forbes                            |
| 1995 | Swansea                | Matthew Sadler                | Harriet Hunt                            |
| 1996 | Nottingham             | Chris Ward                    | Harriet Hunt                            |
| 1997 | Hove                   | Michael Adams Matthew Sadler  | Harriet Hunt                            |
| 1998 | Torquay                | Nigel Short                   | Susan Arkell                            |
| 1999 | Scarborough            | Julian Hodgson                | Harriet Hunt                            |
| 2000 | Street                 | Julian Hodgson                | Humpy Koneru                            |
| 2001 | Scarborough            | Joe Gallagher                 | Melanie Buckley                         |
| 2002 | Torquay                | Ramachandran Ramesh           | Humpy Koneru                            |
| 2003 | Edimburgo              | Abhijit Kunte                 | Ketevan Arakhamia-Grant                 |
| 2004 | Scarborough            | Jonathan Rowson               | Ketevan Arakhamia-Grant                 |
| 2005 | Isola di Man           | Jonathan Rowson               | - non disputato -                       |
| 2006 | Swansea                | Jonathan Rowson               | Ketevan Arakhamia-Grant                 |
| 2007 | Great Yarmouth         | Jacob Aagaard                 | Ketevan Arakhamia-Grant                 |
| 2008 | Liverpool              | Stuart Conquest               | Jovanka Houska                          |
| 2009 | Torquay                | David Howell                  | Jovanka Houska                          |
| 2010 | Canterbury             | Michael Adams                 | Jovanka Houska                          |
| 2011 | Sheffield              | Michael Adams                 | Jovanka Houska                          |
| 2012 | North Shields          | Gawain Jones                  | Jovanka Houska                          |
| 2013 | Torquay                | David Howell                  | Sarah Hegarty Aksharaya Kelaryalahan    |
| 2014 | Aberystwyth            | David Howell Jonathan Hawkins | Amy Hoare                               |
| 2015 | Coventry               | Jonathan Hawkins              | Aksharaya Kelaryalahan                  |
| 2016 | Bournemouth            | Michael Adams                 | Jovanka Houska                          |
| 2017 | Llandudno              | Gawain Jones                  | Jovanka Houska                          |
| 2018 | Hull                   | Michael Adams                 | Jovanka Houska                          |
| 2019 | Torquay                | Michael Adams                 | Jovanka Houska                          |
| 2020 | - non disputato -      | - non disputato -             | - non disputato -                       |
| 2021 | Hull                   | Nicholas Pert                 | Harriet Hunt [2]                        |
| 2022 | Torquay                | Harry Grieve                  | Lan Yao [3]                             |
| 2023 | Leicester              | Michel Adams                  | Lan Yao                                 |
| 2024 | Hull                   | Gawain Jones                  | Lan Yao Trisha Kanyamarala              |
| 2025 | Liverpool              | Michel Adams                  | Lan Yao Mirzoeva Elmira                 |